# El Sótano
El Sótano (Sótano de El Barro) – jaskinia (lej zapadliskowy) położona w górach Sierra Gorda (Sierra Madre Wschodnia), w Meksyku (stan Querétaro). Stanowi jedną z największych (objętość około 16 milionów m³) i najgłębszych (głębokość 410 metrów) studni jaskiniowych świata. Otwór wejściowy posiada wymiary 420 x 210 m. Ściany są niemal pionowe, choć wraz z głębokością studnia zwęża się, rozmiary jej dna to 200 x 100 m.
El Sótano zamieszkuje spora kolonia ar zielonych.